# Beilschmiedia globularia
Beilschmiedia globularia är en lagerväxtart som beskrevs av Wilhelm Sulpiz Kurz. Beilschmiedia globularia ingår i släktet Beilschmiedia och familjen lagerväxter. Inga underarter finns listade i Catalogue of Life.
Arten är hemmahörande i Sydostasien, särskilt i Myanmar och omgivande områden. Beilschmiedia globularia förekommer vanligtvis i tropiska och subtropiska skogar och föredrar fuktiga miljöer. Forskning om arten är viktig för förståelsen av biodiversitet i asiatiska skogsekosystem.